# Генеральная ассамблея Вермонта
Генера́льная Ассамбле́я Вермо́нта — законодательный орган штата Вермонт в Соединенных Штатах. Официально известен как «Генеральная ассамблея», но обычно именуется «Легислатура», в том числе самим органом. Генеральная ассамблея является двухпалатным законодательным органом, состоящим из 150-местной Палаты представителей штата Вермонт и 30-местного Сената штата Вермонт. Члены Палаты избираются по одномандатным и двухмандатным округам. 58 округов выбирают одного члена, а 46 - двух, при этом срок службы членов Легислатуры составляет два года. В Сенат входят 30 сенаторов, избираемых по 3 одномандатным и 10 многомандатным округам с двумя, тремя или шестью членами в каждом. Это единственный законодательный орган штата в Соединенных Штатах, в котором третья партия имела постоянное представительство и последовательно избиралась наряду с демократами и республиканцами.
Генеральная ассамблея Вермонта собирается в Капитолии штата Вермонт в столице штата городе Монпелье. Двухлетние сроки начинаются в среду, следующую за первым понедельником января (начиная с 1915 года; таким образом, сроки начинаются в нечетные годы).

## Выборы
Выборы в законодательные органы проводятся в ноябре каждого четного года. Срок полномочий членов Палаты представителей и сенаторов составляет два года. Чтобы претендовать на место в любой палате, нужно проживать в штате в течение двух лет и в законодательном округе в течение одного года, непосредственно предшествующего выборам.
Палату возглавляет спикер палаты, а Сенат возглавляет вице-губернатор штата в качестве президента Сената. Председатель Сената имеет только решающий голос. Чаще всего Сенат возглавляет временный президент, которого избирают в начале каждой сессии.

## Функции
Легислатура уполномочена принимать законы, но губернатор имеет право наложить вето на законопроект. Однако вето может быть преодолено Законодательным собранием, если в каждой палате за него проголосует большинство в две трети голосов.
Законодательное собрание имеет исключительное право предлагать поправки к Конституции Вермонта. Поправка должна исходить от Сената, где она должна получить две трети голосов. После прохождения голосования в Сенате она также должна получить большинство голосов в Палате представителей. Любая поправка, принятая обеими палатами, должна быть принята повторно большинством голосов после того, как созывается вновь избранный законодательный орган; опять же, сначала в Сенате, затем в Палате представителей. Затем предложенная поправка должна быть принята большинством голосов избирателей штата на референдуме. Только каждая вторая сессия Сената может инициировать процесс внесения поправок.

## История
До 1836 года в Вермонте существовал однопалатный законодательный орган. Сенат был позднее создан конституционной поправкой. До 1915 года законодательный орган открывал свои сессии осенью. В 1915 году он начал открываться в январе. Законодательный орган делает перерыв в заседаниях на неделю в честь Дня городских собраний в марте.